# Араблинский, Гусейн Мамед оглы
Гусе́йн (Гусенбала́) Маме́д оглы́ Арабли́нский (настоящая фамилия Хала́фов; азерб. Hüseyn Məmməd oğlu Ərəblinski (Xələfov); 1881 — 5 [17] марта 1919) — азербайджанский актёр театра и кино, режиссёр. С 1905 года играл в первых профессиональных азербайджанских труппах, гастролировал в России и в Иране. Араблинский — первый азербайджанский киноактёр (снимался в картине «В царстве нефти и миллионов» 1916 года). Он был режиссёром первой азербайджанской оперы «Лейли и Меджнун» и считается одним из пионеров азербайджанского музыкального театра и основоположником азербайджанского профессионального театрального искусства.

## Биография

### Детство и юность
Гусейн Араблинский родился в 1881 году в Баку, в семье моряка. Род Араблинского (Халафова) происходил из Ленкорани. Рано потерял отца. Несмотря на трудности мать отдала его в школу-моллахана. Проучившись несколько лет, из-за нехватки средств был вынужден оставить учёбу. В то время преподаватель «Третьей русско-татарской» школы Габиб-бек Махмудбеков создавал условия для учёбы детей из бедных семей. Там поступивший в «Третью русско-татарскую» школу Гусейн выучил русский язык и познакомился с миром театра.

### Карьера
Впервые Гусейн Халафов вышел на сцену в 1897 году, когда сыграл в поставленной Джангиром Зейналовым комедии Мирзы Фатали Ахундова «Визирь Ленкоранского ханства» роль жениха Керима. Так, в 1897 году, когда в доме Зейналова комедия готовилась к постановке, для исполнения эпизодических ролей в пьесе не хватало актёров-любителей. Тогда С. М. Ганизаде и Г. Махмудбеков привлекли своих учеников — Гусейна Халафова и Мир Махмуда Кязымовского.
| |  |
| Реквизит Араблинского, в котором он выступал в роли Ага Мухаммед шаха Каджара в одноимённой пьесе Ахвердиева |  |

В 1905 году, будучи членом «Общества мусульманских актёров», 24-летний Гусейн сыграл роль Фахраддина в Мусибат-и Фахраддин («Горе Фахраддина») Наджаф-бека Везирова во время гастролей в Ленкорани. Эта роль принесла Араблинскому известность. Он сыграл также роль Шаха («Ага Мухаммед шах Каджар», А. Ахвердиев), Хлестакова («Ревизор», Н. В. Гоголь), Гейдар бека («Хаджи гара», М. Ф. Ахундов), Отелло («Отелло», У.Шекспир) и др.
Псевдоним Араблинский был фамилией молодой зрительницы, в которую был влюблён актёр во время гастролей в Дербенте в 1906-ом году.
Вскоре как талантливый актёр был приглашён в театральное общество «Ниджат» в качестве главного режиссёра. С 1907 года Гусейн Араблинский работал как театральный режиссёр.
В 1916 году снялся в фильме «В царстве нефти и миллионов» режиссёра Бориса Светлова в роли Лютфали бека.

### Гибель
Гусейн Араблинский был застрелен 5 (17) марта 1919 года (по другим данным — 7 марта). Причина убийства Араблинского точно неизвестна. Согласно официальной советской версии, ответственность за убийство лежит на националистах, на мусаватистах, на наёмниках реакционеров (отмечалось даже, что его убил мусаватистский офицер). Считалось также, что Араблинского убили фанатики, «пытавшиеся заглушить со сцены властный голос правды».
Араблинский был убит за два дня до премьеры оперы Муслима Магомаева «Шах Исмаил», которая должна была состояться 7 марта 1919 года, и над которой он работал в качестве режиссёра-постановщика (он добился синхронного звучания актёров, хора и оркестра). 4 марта по просьбе Комитета учащихся мусульман Кавказа была показана оперетта Узеира Гаджибекова «Не та, так эта», а после состоялся вечер отдыха с восточными и европейскими танцами, на котором Араблинский танцевал, шутил и много смеялся. А рано утром, когда он вернулся домой, его убивают. Вот как описывает это трагическое утро театровед Аделя Алиева:
«Он не успевает снять пиджак, как убийца направляет на него револьвер, в упор стреляет и выбегает из дома. От шума просыпается мать, на руках которой, не приходя в сознание, умирает Гусейнбала. Тем временем испуганная выстрелом соседка кричит, находящийся по близости околоточный, увидев убегающего человека вниз, неистово свистит. Ничего не подозревающие ранние прохожие задерживают убегающего и передают его в руки полиции. Ещё не зная, кто убит, соседка указывает на него. Прибежавшая сестра Дурсадуф кричит, проклиная своего родственника Абдулхалыга. Весть об убийстве Г. Араблинского распространяется по городу с быстротой молнии, и к дому начинается настоящее паломничество».
Похороны Гусейна Араблинского были всенародными. На них выступили высоко ценивший режиссёрскую работу Араблинского Узеир Гаджибеков, Сидги Рухулла и многие актёры азербайджанского театра. После гибели Араблинского «Отелло» не ставили почти до конца сезона. И лишь 12 декабря спектакль возобновили с участием Аббаса Мирзы Шарифзаде, ученика Араблинского.
В день убийства в комнате находилась певица и гитаристка, супруга Араблинского Ася Шишкина, которая видела, кто стрелял. После смерти Араблинского её выгоняет из дома мать покойного, которая ненавидела её с первых дней появления. Позже Ася называет имя истинного виновника смерти Гусейнбалы — Ислама Зейналова, которого, судя по всему, провоцировал двоюродный брат Араблинского Абдулхалыг. Через некоторое время Абдулхалыга выпускают из заключения и он, побоявшись людского гнева, навсегда уезжает в Среднюю Азию. По другой версии, его опознают в Гяндже на улице и там убивают. Есть мнение, что причиной убийства Араблинского своим же двоюродным братом послужило предвзятое отношение к исполнению женских ролей мужчинами, так как в те времена женщинам запрещалось играть в театре, и Гусейн Араблинский исполнял женские роли.
Отмечается, что с гибелью Араблинского азербайджанский театр понёс огромную потерю.

## В культуре
- Памяти Гусейна Араблинского посвящена повесть Сабита Рахмана «Последняя трагедия» (1938)[14].
- Имя было присвоено Сумгаитскому государственному молодёжному драматическому театру